# Mycerinus viridiflorus
Mycerinus viridiflorus är en ljungväxtart som beskrevs av J.A. Steyermark och B. Maguire. Mycerinus viridiflorus ingår i släktet Mycerinus och familjen ljungväxter. Inga underarter finns listade i Catalogue of Life.